# Dipterocarpus cuspidatus
Espèce
Classification phylogénétique
Statut de conservation UICN

 CR A1cd+2cd, B1+2c : 
En danger critique
Dipterocarpus cuspidatus est un grand arbre sempervirent du Sarawak, appartenant à la famille des Diptérocarpacées.

## Répartition
Forêts primaires du Sarawak.

## Préservation
En danger critique de disparition du fait de la déforestation.